# پاسکوال پارا
پاسکوال پارا (انگلیسی: Pascual Parra؛ زادهٔ ۲۷ فوریهٔ ۱۹۶۳) بازیکن فوتبال اهل اسپانیا است.
از باشگاه‌هایی که در آن بازی کرده‌است می‌توان به باشگاه فوتبال هرکولس، باشگاه ورزشی رئال مایورکا، و باشگاه فوتبال رئال مورسیا اشاره کرد.
وی همچنین در تیم‌های ملی فوتبال زیر ۱۶ سال اسپانیا و زیر ۱۸ سال اسپانیا بازی کرده‌است.